# Israël Finkelstein
Pour les articles homonymes, voir Finkelstein.
Israël Finkelstein est un archéologue israélien, né en 1949 à Petah Tikva. Il est professeur émérite et a été, jusqu'en 2021, directeur de l'Institut d'archéologie de l'Université de Tel-Aviv. Il est coresponsable des fouilles de Megiddo.
Il est connu du grand public comme coauteur de l'ouvrage La Bible dévoilée.

## Travaux et recherches
On lui doit une contribution aux récentes données archéologiques sur les premiers Israélites en Palestine (fouilles de 1990). C'est une méthode statistique (exploration de surface à grande échelle avec relevé de toutes les traces de vie, puis datation et cartographie par dates) qui a permis la découverte de la sédentarisation des premiers Israélites sur les hautes terres de Cisjordanie. D'après lui, les habitats de forme ovale mis au jour évoqueraient les campements bédouins. La théorie de l'ethnogenèse des Israélites par sédentarisation de pasteurs nomades a été cependant contestée, par William G. Dever par exemple.
En 2001, Israël Finkelstein et Neil Asher Silberman, directeur historique au Ename Center for Public Archeology and Heritage Presentation, en Belgique, publient La Bible dévoilée : les nouvelles révélations de l'archéologie,.
Ils publient en 2006 un second tome sur les règnes de David et de Salomon, Les rois sacrés de la Bible : à la recherche de David et Salomon.
En 2011, Finkelstein publie avec deux collègues un article visant à établir que la Cité de David ne peut pas être le site originel de la ville de Jérusalem, car il n'y a pas de preuve de son occupation pour les périodes où de nombreux textes documentent la présence d'une population importante. Par analogie avec d'autres sites archéologiques de la région, les auteurs formulent l'hypothèse que le site originel de la ville était situé sous le Mont du Temple, en reconnaissant qu'aucune preuve ne peut en être donnée, vu l'impossibilité de fouiller le site.
En 2016, il cosigne avec Thomas Römer un article consacré à la rédaction de l'histoire d'Abraham où les deux auteurs argumentent que des évidences géographiques et archéologiques combinées à l'exégèse des textes montrent que l'histoire d'Abraham trouve son origine à l'âge du Fer et a été mise par écrit au VIIe siècle av. J.-C..

## Principaux chantiers de fouilles
- 1976-1978 : directeur des fouilles des monastères byzantins du sud du Sinaï
- 1977 : directeur des fouilles de Bnei Braq
- 1979-1980 : codirecteur des fouilles de Tel Ira
- 1980-1987 : directeur des fouilles du Land of Ephraim Survey
- 1981-1984 : directeur des fouilles de Shilo
- 1985-1986 : directeur des fouilles de Kh. ed-Dawwara
- 1987 : directeur des fouilles de Dhahr Mirzbaneh
- 1992-aujourd'hui[Quand ?] : codirecteur des fouilles Megiddo
- 1995, 1999 : codirecteur des fouilles du Megiddo Regional Survey.

En cours :
- Codirecteur des fouilles de Megiddo. Why Dig Megiddo?
- Étude minéralogique et chimique des Lettres d'Amarna, avec Nadav Na'aman (en). Mineralogical and Chemical Study of the Amarna Tablets

### Articles dans des revues
- (en) The Archæology of the Israelite Settlement, Jérusalem, 1988, pp. 295-302.
- (en), Horvat Qitmit and the Southern Trade in the Late Iron Age II, in Zeitschrift des Deutschen Palästina-Vereinns, vol. 108, 1992, pp. 156-170.
- (en) avec Naaman N. éd., From Nomadism to Monarchy : Archæological and Historical Aspects of Early Israel, Jérusalem, 1994.
- (en) The Archæology of the Days of Manasseh, in Scripture and Other Artifacts : Essays on the Bible and Archæology in Honor of Philip J. King, Coogan M. D., Exum J. C. et Stager L. E. ed., Louisville, 1994, pp. 169-187.
- (en) The Great Transformation : The "Conquest" of the Highlands Frontiers and the Rise of the Territorial States, in The Archæology of Society in the Holy Land, Levy T. E. ed., Londres, 1995, pp. 349-365.
- (en) Ethnicity and Origin of the Iron Settlers in the Highlands of Canaan : Can the Real Israël Stand Up?, in Biblical Archæologist, vol. 59, 1996, pp. 198-212.
- (en) The Territorio-Political System of Canaan in the Late Bronze Age, in Ugarit-Vorschungen, vol. 22, 1996, pp. 221-255.
- (en) The Archæology of the United Monarchy : An Alternative View, in Levant, vol. 28, 1996, pp. 177-187.
- (en) avec Lederman Z. et Bunimovitz S. (he), Highlands of Many Cultures : The Southern Samaria Survey : The Sites, Tel Aviv, 1997, pp. 898-906.
- (en) From Sherds to History : Review Article, in Israel Exploration Journal, vol. 48, 1998, pp. 120-131.
- (en) State Formation in Israel and Judah : A Contrast in Context, a Contrast in Trajectory, in Near Eastern Archæology (en), vol. 62, 1999, pp. 35-52.
- (en) Hazor and the North in the Iron Age : A Low Chronology Perspective, in Bulletin of the American Schools of Oriental Research, vol. 314, 1999, pp. 55-70.
- (en) The Rise of Jerusalem and Judah : The Missing Link, in Levant, 2001, pp. 105-115.
- (en) The Campaign of Sheshonq I to Palestine : A Guide to the 10th Century BC Policy, Zeitschrift des Deutschen Palästina-Vereins (en), vol. 118, 2002, pp. 109-135.
- (en) The Philistines in the Bible: A Late-Monarchic Perspective, in JSOT, vol.  27, 2002, pp. 131–167.
- (en) The Rise of Jerusalem and Judah : The Missig Link, Vaughn A. G. and Killebrew A. E., editors,
- (en) Jerusalem in the Bible and Archæology : The First Temple Period, Atlanta, 2003, pp. 81-101.
- (en) avec Piasetzsky E., Recent Radiocarbon Results and King Solomon, in Antiquity, vol. 77, 2003, pp. 771-779.
- (en) avec Piasetzsky E., Wrong and Right ; High and Low 14C Dates from Tel Rehov and Iron Age Chronology, in Tel Aviv, vol. 30, 2003, pp. 283-295.
- (en) avec Piasetzsky E., Comment on Tel Rehov : Iron-Age Chronology, Pharaohs, and Hebrew Kings, in Science, vol. 302, 2003, p. 568b.
- (en) avec Na'aman N., The Judahite Shephelah in the Late 8th and Early 7th Centuries BC, in Tel Aviv, vol. 31, 2004, pp. 60-79.
- (en) A Low Chronology Update: Archaeology, History and Bible, in Levy, T.E. and Higham, T. eds., The Bible and Radiocarbon Dating: Archaeology, Text and Science, London, 2005, pp. 31-42.
- (en) avec Piasetzky, E., I., 14C Results from Megiddo, Tel Dor, Tel Rehov and Tel Hadar: Where do they Lead Us?, in Levy, T.E. and Higham, T. eds. The Bible and Radiocarbon Dating: Archaeology, Text and Science, London, 2005, pp. 294-301.
- (en) avec Piasetzky, E., The Iron I-IIA in the Highlands and Beyond: 14C Anchors Pottery Phases and the Shoshenq I Campaign, in Levant, vol. 38, 2006, pp. 45-61.
- (en) avec Piasetzky, E., 14C and the Iron Age Chronology Debate: Rehov, Khirbet en-Nahas, Dan and Megiddo, in Radiocarbon (en), vol. 48, 2006, pp. 373-386.
- Le point scientifique sur la question des désaccords de datation est fait dans un compte-rendu de congrès qui rassemble les publications professionnelles :  T. Levy and T. Higham, editors, Radiocarbon Dating and the Iron Age of the Southern Levant : The Bible and Archæology Today, Londres, 2005 (27 contributions, 448 pages).

## Sur les récentes datations au carbone 14, voir aussi
- (en) Boaretto E., Jull A.J.T. (en), Gilboa A. (he) et Sharon I. (he), « Dating the Iron Age I/II Transition in Israel : First Intercomparison Results », in Radiocarbon, vol. 47, 2005, pp. 39-55.
- (en) T. Levy and T. Higham, editors, Radiocarbon Dating and the Iron Age of the Southern Levant : The Bible and Archæology Today, Londres, 2005 (27 contributions, 448 pages).

## Place d'Israël Finkelstein au sein de la communauté scientifique
Les récentes contributions professionnelles aux datations par le carbone 14 ont été rassemblées dans un livre : T. Levy and T. Higham, editors, Radiocarbon Dating and the Iron Age of the Southern Levant : The Bible and Archæology Today, Londres, 2005 (27 contributions, 448 pages).
Dans cette publication à comité de lecture, on trouve la contribution de l'ensemble de la communauté scientifique qui travaille en archéologie sur le sujet de la Bible. L'ouvrage fait le point sur la question. La lecture de la table des matières montre clairement qu'Israël Finkelstein est reconnu au sein de cette communauté et qu'il y tient une place très importante (trois contributions acceptées par le comité de lecture).